# 21 هـ
21 هـ هي سنة في التقويم الهجري امتدت مقابلةً في التقويم الميلادي بين سنتي 641 و642.

## أحداث
- فتح عمرو بن العاص لمصر، عند سقوط الإسكندرية بيده.
- معركة نهاوند، وقيل : كانت سنة ثماني عشرة، وقيل سنة تسع عشرة.
- فتح الدينور والصيمرة
- فتح أصبهان
- تأسيس مدينة الجيزة، مصر.

## مواليد
- مجاعة بن سعر التميمي
- إبراهيم بن مالك الأشتر
- مجاهد بن جبر
- الإمام الشعبي.
- الحسن البصري.
- إبراهيم بن عبد الرحمن بن عوف
- عامر الشعبي
- عبد الله بن عامر

## وفيات
- الحارث بن زيد بن حارثة
- النعمان بن مقرن المزني
- طليحة بن خويلد الأسدي
- خالد بن الوليد في حمص، وقيل : مات سنة ثلاث وعشرين
- الجارود العبدي
- مالك بن الريب التميمي